# Ülde
Ülde är en ort i Estland. Den ligger i Suure-Jaani kommun och landskapet Viljandimaa, i den centrala delen av landet, 110 km sydost om huvudstaden Tallinn. Ülde ligger 61 meter över havet och antalet invånare är 236.
Terrängen runt Ülde är platt. Runt Ülde är det glesbefolkat, med 15 invånare per kvadratkilometer. Närmaste större samhälle är Viljandi, 18,1 km söder om Ülde. I omgivningarna runt Ülde växer i huvudsak blandskog.